# Бернстік-Лейк
Бернстік-Лейк (англ. Burnstick Lake) — літнє село в Канаді, у провінції Альберта, у складі муніципального району Клірвотер.

## Населення
За даними перепису 2016 року, літнє село не мало постійного населення.

## Клімат
Середня річна температура становить 2,3°C, середня максимальна – 20,2°C, а середня мінімальна – -18°C. Середня річна кількість опадів – 562 мм.
| Клімат поселення                              | Клімат поселення | Клімат поселення | Клімат поселення | Клімат поселення | Клімат поселення | Клімат поселення | Клімат поселення | Клімат поселення | Клімат поселення | Клімат поселення | Клімат поселення | Клімат поселення | Клімат поселення |
| Показник                                      | Січ.             | Лют.             | Бер.             | Квіт.            | Трав.            | Черв.            | Лип.             | Серп.            | Вер.             | Жовт.            | Лист.            | Груд.            |                  |
| Середній максимум, °C                         | −3,68            | −0,14            | 3,38             | 9,71             | 14,85            | 18,71            | 20,19            | 20,13            | 15,29            | 10,58            | 2,24             | −2,8             |                  |
| Середня температура, °C                       | −10,83           | −7,29            | −3,77            | 2,55             | 7,70             | 11,55            | 13,88            | 13,82            | 8,97             | 4,27             | −4,06            | −9,1             |                  |
| Середній мінімум, °C                          | −17,98           | −14,44           | −10,91           | −4,6             | 0,55             | 4,40             | 7,56             | 7,50             | 2,67             | −2,04            | −10,36           | −15,41           |                  |
| Норма опадів, мм                              | 19               | 17               | 25               | 35               | 67               | 100              | 98               | 78               | 61               | 25               | 21               | 16               |                  |
| Середньомісячна швидкість вітру, м/с          | 3.00             | 2.98             | 3.20             | 3.28             | 3.20             | 3.07             | 2.80             | 2.60             | 2.82             | 3.10             | 3.08             | 2.96             |                  |
| Середньомісячна сонячна радіація, кДж/м²·день | 3935             | 7532             | 12568            | 16859            | 20242            | 21445            | 22468            | 19006            | 13167            | 7913             | 4107             | 2995             |                  |
| --------------------------------------------- | ---------------- | ---------------- | ---------------- | ---------------- | ---------------- | ---------------- | ---------------- | ---------------- | ---------------- | ---------------- | ---------------- | ---------------- | ---------------- |
| Джерело:                                      |                  |                  |                  |                  |                  |                  |                  |                  |                  |                  |                  |                  |                  |